# Cúp Florida 2017
Cúp Florida 2017 là mùa giải thứ ba của Cúp Florida, một giải đấu giao hữu diễn ra ở Mỹ. Sự kiện được diễn ra dưới hai hình thức khác nhau, một là điểm dành cho các quốc gia có đội bóng tham gia và thể thức loại trực tiếp.

## Đội bóng
| Quốc gia  | Đội bóng          | Vị trí         | Liên đoàn | Giải đấu                |
| --------- | ----------------- | -------------- | --------- | ----------------------- |
| Argentina | River Plate       | Buenos Aires   | CONMEBOL  | Primera División        |
| Argentina | Estudiantes       | La Plata       | CONMEBOL  | Primera División        |
| Brazil    | Atlético Mineiro  | Belo Horizonte | CONMEBOL  | Brasileirão             |
| Brazil    | Bahia             | Salvador       | CONMEBOL  | Brasileirão             |
| Brazil    | Corinthians       | São Paulo      | CONMEBOL  | Brasileirão             |
| Brazil    | São Paulo         | São Paulo      | CONMEBOL  | Brasileirão             |
| Brazil    | Vasco da Gama     | Rio de Janeiro | CONMEBOL  | Brasileirão             |
| Colombia  | Millonarios       | Bogotá         | CONMEBOL  | Liga Águila             |
| Ecuador   | Barcelona         | Guayaquil      | CONMEBOL  | Copa Banco del Pacífico |
| Đức       | Bayer Leverkusen  | Leverkusen     | UEFA      | Bundesliga              |
| Đức       | VfL Wolfsburg     | Wolfsburg      | UEFA      | Bundesliga              |
| Hoa Kỳ    | Tampa Bay Rowdies | St. Petersburg | CONCACAF  | USL                     |

## Challenge

### Thể thức
"Challenge" được diễn ra theo thể thức tương tự với Cúp Davis trong quần vợt. Mỗi đội sẽ đá hai trận và ghi điểm cho quốc gia của mình. Một trận thắng tương ứng 3 điểm, hòa 1 điểm, và 1 điểm thưởng cho đội thắng ở loạt sút luân lưu. Đội nhiều điểm nhất sẽ giành chiến thắng. Tiêu chuẩn xếp hạng sẽ là hiệu số, tiếp theo là số bàn ghi được.

### Đức
| Thứ hạng | Đội              | St | T | H | B | BT | BB | HS | Đ  |
| -------- | ---------------- | -- | - | - | - | -- | -- | -- | -- |
| 1        | VfL Wolfsburg    | 2  | 1 | 1 | 0 | 2  | 0  | 2  | 5  |
| 2        | Bayer Leverkusen | 2  | 1 | 1 | 0 | 2  | 1  | 1  | 5  |
|          | Total Germany    | 3  | 2 | 2 | 0 | 4  | 1  | 3  | 10 |

### Brazil
| Thứ hạng | Đội              | St | T | H | B | BT | BB | HS | Đ |
| -------- | ---------------- | -- | - | - | - | -- | -- | -- | - |
| 1        | Atlético Mineiro | 2  | 1 | 0 | 1 | 2  | 1  | 1  | 3 |
| 2        | Bahia            | 2  | 0 | 1 | 1 | 1  | 2  | -1 | 1 |
|          | Total Brazil     | 1  | 1 | 1 | 2 | 0  | 1  | 0  | 4 |

### Argentina/Mỹ
| Thứ hạng | Đội                     | St | T | H | B | BT | BB | HS | Đ |
| -------- | ----------------------- | -- | - | - | - | -- | -- | -- | - |
| 1        | Estudiantes de La Plata | 2  | 1 | 1 | 0 | 2  | 1  | 1  | 4 |
| 2        | Tampa Bay Rowdies       | 2  | 0 | 0 | 2 | 0  | 4  | -4 | 0 |
|          | Total US/Argentina      | 4  | 1 | 1 | 2 | 2  | 5  | -3 | 4 |

### Trận đấu Challenge
| Estudiantes                                        | 1–1    | Bayer Leverkusen                                  |
| -------------------------------------------------- | ------ | ------------------------------------------------- |
| Umeres 33'                                         | Report | Schreck 70'                                       |
| Loạt sút luân lưu                                  |        |                                                   |
| Aguirregaray · González Pírez · Marchioni · Diarte | 2–4    | Kießling · Aránguiz · Mehmedi · Brandt · Dragović |

| Tampa Bay Rowdies | 0–2                             | Wolfsburg        |
| ----------------- | ------------------------------- | ---------------- |
|                   | Rowdies Report Wolfsburg Report | Herrmann 6', 41' |

| Bayer Leverkusen | 1–0    | Atlético Mineiro |
| ---------------- | ------ | ---------------- |
| Hernández 52'    | Report |                  |

| VfL Wolfsburg                                  | 0–0 | Bahia                                           |
| ---------------------------------------------- | --- | ----------------------------------------------- |
|                                                |     |                                                 |
| Loạt sút luân lưu                              |     |                                                 |
| Reichwein · Kleihs · Wimmer · Abdat · Herrmann | 3–2 | Gustavo · Kaynan · Edson · Renato Cajá · Feijão |

| Tampa Bay Rowdies | 0–2 | Atlético Mineiro        |
| ----------------- | --- | ----------------------- |
|                   |     | Leonan 8' · Rodrigo 52' |

| Bahia | 0–1 | Estudiantes          |
| ----- | --- | -------------------- |
|       |     | Tinga (autogol) 16 ' |

## Playoff
Giải playoff diễn ra với thể thức loại trực tiếp.
Bản mẫu:ClubWCRound6

### Trận đấu Playoff
| Vasco da Gama          | 2–1 | Barcelona S.C.      |
| ---------------------- | --- | ------------------- |
| Nené 29' · Rodrigo 84' |     | Washington Vera 22' |

| River Plate | 1–0 | Millonarios F.C. |
| ----------- | --- | ---------------- |
| Alario 5'   |     |                  |

| Barcelona S.C. | 0–1 | Millonarios F.C.             |
| -------------- | --- | ---------------------------- |
|                |     | Juan Guillermo Domínguez 88' |

| Vasco da Gama | 1–4 | Corinthians                                                      |
| ------------- | --- | ---------------------------------------------------------------- |
| Éder Luís 24' |     | Camacho 20' · Marlone 45+1' · Kazim 81' · Marquinhos Gabriel 89' |

| São Paulo                                                                                              | 0–0 | River Plate                                                                     |
| --- | --- | ------------------------------------------------------------------------------- |
| |     |                                                                                 |
| Loạt sút luân lưu                                                                                      |     |                                                                                 |
| João Schmidt · Cícero · Wesley · Shaylon · Gilberto · Júnior Tavares · Felipe Araruna · Lugano · Lucão | 8–7 | Martínez · Fernández · Mora · Driussi · Mina · Arzura · Montiel · Mayada · Moya |

| Vasco da Gama | 1–0 | River Plate |
| ------------- | --- | ----------- |
| Nenê 74'      |     |             |

| Corinthians                                                           | 0–0 | São Paulo                                                          |
| --------------------------------------------------------------------- | --- | ------------------------------------------------------------------ |
|                                                                       |     |                                                                    |
| Loạt sút luân lưu                                                     |     |                                                                    |
| Fellipe Bastos · Giovanni Augusto · Marciel · Paulo Roberto · Marlone | 3–4 | João Schmidt · Cícero · Felipe Araruna · Júnior Tavares · Gilberto |